# Китайско-руандийские отношения
Китайско-руандийские отношения — двусторонние дипломатические отношения между Китаем и Руандой. Дипломатические отношения были установлены 12 ноября 1971 года. У Китая есть посольство в Кигали, а Руанда имеет посольство в Пекине.

## Китайская поддержка Руанды
После геноцида в Руанде Китай предоставил финансовую помощь в размере 20 миллионов долларов, гуманитарную помощь на сумму 10 миллионов долларов и направил медицинские бригады для оказания помощи на местном уровне в Руанде.
Впоследствии Китай расширил свою поддержку Руанде под эгидой форума по китайско-африканскому сотрудничеству.
С 2000 по 2011 год в Руанде было зарегистрировано около 56 китайских официальных проектов финансирования развития, о которых сообщалось в различных средствах массовой информации. Эти проекты варьируются от списания долга в размере 160 миллионов долларов США в 2007 году, до финансирования строительства и ввода в эксплуатацию цементного завода (CIMERVA) в Бугараме в 2009 году, и беспроцентного кредита в 219 миллионов юаней на восстановление дорожной сети Кигали в 2009 году.
В 2012 году президент Руанды Поль Кагаме заявил, что инвестиции Китая в африканскую инфраструктуру отвечают потребностям Африки и были хорошо восприняты правительствами и частными предприятиями.